# Karel Tondl

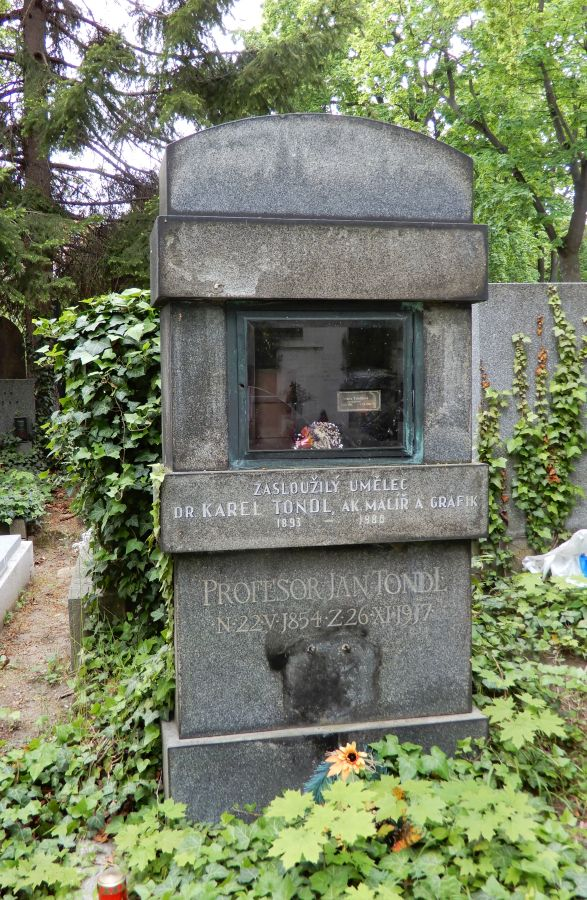
Hrob malíře Karla Tondla na Bubenečském hřbitově

Karel Tondl, křtěný Karel Jan Adolf (2. července 1893 Krásno nad Bečvou - 3. února 1980 Praha), byl český pedagog, malíř, ilustrátor, grafik a vydavatel bibliofilií.

## Život
Karel Tondl se narodil poblíž Valašského Meziříčí ve městečku Krásná v rodině učitele Jana Tondla a jeho ženy Emilie rodem Pullerlílové z Polné. Vystudoval gymnázium v Kroměříži, v dalším studiu pokračoval v Praze na Malířské akademii, kde se v letech 1911-1917 školil u prof J. Preislera a M. Švabinského. Následně pobýval v Paříži, kde absolvoval v letech 1918-1919 studium na Sorboně, zde pak získal doktorát z filozofie. Ve 20. letech studoval dějiny umění, estetiku a filosofii na Filozifické fakultě Univerzity Karlovy. V roce 1927 složil rigorózum.
Od roku 1925 působil jako profesor na gymnaziu, poté jako profesor na Státní grafické škole v Praze. Během vykonávání profesorské činnosti se ještě dovzdělával na Českém vysokém učení technickém, kde studoval plastickou anatomii, matematiku, Geometrii a perspektivu. Karel Tondl zemřel v Praze na počátku měsíce února roku 1980.
Karel Tondl byl jedním ze zakladatelů klubu výtvarných umělců Aleš a rovněž byl členem Umelecké besedy slovenské a od roku 1919 Sdružení českých umělců grafiků Hollar. Těžištěm Tondlovi tvorby byla volná grafika: cykly barevných monotypů, dřevorytů a knižní ilustrace. Svá díla tvořil též olejomalbou (podobizny, krajiny) a zabýval se uměním mozaiky a gobelínu, které studoval ve vatikánských dílnách. Byl mistrem dřevorytu a monotypu, tvořill akvarelem, olejem, temperou a kompozice monumentálního určení.

## Ocenění
- Schmidtova cena
- 1964 Vyznamenání Za vynikající práci
- 1968 Řád práce
- 1969 Zasloužilý umělec

## Žáci, které školil v malbě (výběr)[3]
- Věra Drnková-Zářecká[3]
- Alena Ladová[3]
- Otta Mizera[3]
- Vladimír Tesař[3]
- Jaroslava Pešicová[3]
- Lubomír Přibyl[3]
- Dana Vachtová[3]
- Pavel Nešleha[3]